# 有蟜氏
有蟜氏是上古时代的一个氏族，是黄帝的母族，生活在洛阳平逢山、嵩县一代以蜂为图腾的氏族，最早记载见于《山海经》：“中次六经缟羝山之首，曰平逢之山，南望伊洛(伊水和洛水)，东望穀城之山，无草木，无水，多沙石。有神焉，其状如人而二首，名曰蟜骄虫，是为螫虫，实为蜂蜜之庐。其祠之，用一雄鸡，禳而勿杀。平逢山即是洛阳境内的邙山古称。
有蟜氏为姒姓，炎帝之母女登的别名为任姒。